# خدا در آیین سیک
در سیکیسم، خدا ذات واحدیست که تمام آفرینش و فراتر از آن را گسترده‌است. او در درون تمام مخلوقات ساکن می‌باشد. بنابراین با نماد Ik Onkar شناخته می‌شود. این ذات واحد، قابل وصف نبوده اما قابل فهم و درک برای آن‌عده انسان‌هایی است که از خودخواهی گذشته و به او سر تعظیم فرود می‌آورند. رهبران مذهبی سیک در نوشته‌های شان خدا را به اشکال مختلف توصیف کرده‌اند که تمام آن‌ها در کتاب گورو گرانت صاحب، کتاب مقدس سیکیزم درج گردیده‌اند، در تمام آن نوشته‌ها واحد بودن خداوند پیوسته تأکید شده‌است.
خدا در مول مانتار (تحت الفظی سخنان زبده)، اولین پاراگراف در گورو گرانت صاحب، تعریف شده‌است:
ੴ ਸਤਿ ਨਾਮੁ ਕਰਤਾ ਪੁਰਖੁ ਨਿਰਭਉ ਨਿਰਵੈਰੁ ਅਕਾਲ ਮੂਰਤਿ ਅਜੂਨੀ ਸੈਭੰ ਗੁਰ ਪ੍ਰਸਾਦਿ ॥

ikk ōankār sat(i)-nām(u) karatā purakh(u) nirabha'u niravair(u) akāla mūrat(i) ajūnī saibhan(g) gur(a) prasād(i).

خدا یکی‌ست، به آن حق گفته می‌شود، او در تمام مخلوقات موجود است، او از چیزی ترس ندارد، نفرت ندارد، ابدی و ازلی است، جهانی و قائم بالذات است! تو او را از طریق لطف گورو خواهی شناخت.— Sri Guru Granth Sahib, page 1

## مفاهیم عمومی

### یکتاپرستی
آئین سیک، مونوتئیست (وابسته به توحید) است و معتقد است که تنها یک خدا وجود دارد. گورو نانک، بنیان‌گذار آئین سیک جداً هر نوع Pakhand (دو رویی یا دوگانگی) را تقبیح می‌کند. نانک عدد «Ik» (یک) را به واژه Onkar یک‌جا ساخت تا بالای وحدانیت خداوند تأکید کرده باشد؛ اظهار داشت که خالق، نگهدارنده و نابودکننده یکی‌ست. تعالیم سیک با خدای یگانه آغاز شده و بعداً به سوی خدای جهانی می‌رود و از آن‌جا به حقیقت کیهانی خالق بزرگ می‌پردازد. با وجودی‌که خدا بدون جنسیت گفته شده‌است، هم‌چنین با استعاره‌های متعددی نیز تعریف گردیده‌است، هم‌چون:
ਏਕੁ ਪਿਤਾ ਏਕਸ ਕੇ ਹਮ ਬਾਰਿਕ ਤੂ ਮੇਰਾ ਗੁਰ ਹਾਈ ॥
"Ek(u) pitaa ekas ke ham baarik"

«خدای یگانه پدر همه است؛ ما فرزندان اوئیم»— SGGS. Ang (limb) 611

### یگانه‌انگاری مرجح
آئین سیک با مفهوم یگانه‌انگاری سازگاری دارد: نگرشی که تمام موجودات به یک منبعی که متفاوت از آن‌است بر م گردند. باور بر این است که تمام آنچه حواس ما درک می‌کنند یک خیال و خطای حسی بوده و این خداست که حقیقت محض است. هر آن چیزی‌که متأثر از زمان باشد، گذراست. تنها حقیقت خداست که ابدی و پایدار است. تعلیم سیکیزم قسمی‌است که آتما (روح) از پارام آتما (روح متعالی) متولد شده و بازتاب دهندهٔ آن می‌باشد، دوباره به آن خواهد پیوست درست قسمی که آب دوباره به آب و قطرهٔ به بحر می‌پیوندد.
ਜਿਉ ਜਲ ਮਹਿ ਜਲੁ ਆਇ ਖਟਾਨਾ ॥
Jio Jal Maaee Jal Aae Khattaanaa ||
درست قسمی که آب با آب عجین می‌شود،
ਤਿਉ ਜੋਤੀ ਸੰਗਿ ਜੋਤਿ ਸਮਾਨਾ ॥

Thio Jothee Sang Joth Samaanaa— SGGS. Ang 278
خدا و روح قسمی یک‌سان اند که آتش و شعله؛ اساساً مشابه به آنچه که در سات‌گورو سری گورو گرانت صاحب جی بیان شده‌است، «Aatam meh Ram, Ram meh Aatam»، یعنی «خدای غایی ابدی همان روح است و روح همان خدای غایی ابدی». درست قسمی که از یک جریان آب، میلیون‌ها موج ظهور می‌کند و هنوز هم آن موج‌ها، که از آب ساخته شده‌اند، دوباره آب می‌شوند؛ به عین ترتیب تمام ارواح از موجود کیهانی سرچشمه گرفته‌اند و دوباره به آن عجین خواهند شد.

### واهه‌گورو
در دیدگاه تمام ادیان مختلف در گورو گرانت صاحب، اشارات متعددی به خدا شده‌است. گورو گرانت صاحب دیدگاه خدا در تمام ادیان را تأیید می‌کند. گورو گرانت صاحب تعلیم می‌دهد که خدا، قدرت واحد متعالی است.

## مفاهیم خاص

### معمار کبیر
فلسفه سیک معتقداست براین که ذات یکتا، بنیادگر عالی کائنات است. او به تنهایی آفریدگار، نگهدارنده و نابودگر است؛ Ek. خدا کارتا پوراک است، موجود آفرینندهٔ که کاینات فضائی و فانی را از خود خلق کرده‌است؛ کائنات تجلی خودش است. گورو آرجن دفاع می‌کند که: «ذات یکتا حقیقت بوده و آفرینش آن نیز حقیقت است؛ زیرا تمام آن از خود خدا نشأت کرده‌اند» (SGGS Ang294).
گورو نانک می‌گوید: خدا، قبل از آفرینش، کاملاً به‌صورت Nirgun و در حالت Sunn Samadhi یا تفکر عمیق، تنها بود.
«برای سالیان بی‌شماری تاریکی حکم‌فرما بود.
نه زمینی بود و نه آسمانی، نه آفتاب و نه مهتاب.
آن‌ها (خدا) در تفکر عمیق به سر می‌برد.

هیچ چیزی جز او وجود نداشت».— SGGS. Ang 1035
پس از آن خدا خواست و کائنات را آفرید و خود را در طبیعت به‌صورت Sargun پخش کرد. هر زمانی که او بخواهد، دوباره به حالت بی‌زمان و بدون‌فرم خود بازمی‌گردد.
گورو گوبیند سینگ این فرایند را به ترتیب، آفرینش و انحلال Udkarkh (از واژه سانسکریت utkarsana) و Akarakh (از واژه سانسکریت akarsana)، می‌خواند.
«هرزمانی که تو، ای آفریدگار، باعث udkarkh (افزایش، توسعه) شوی، آفرینش جسم بی‌کران را بخود می‌گیرد؛ و زمانی که akarkh (جذب، انقباض) را اجرا کنی، تمام هستی مادی در تو مدغم می‌شود» (بیناتی چوپای).
تنها خدا می‌داند که این فرایند آفرینش و انحلال برای چندمین بار تکرار شده‌است؛ بنابراین یک پاراگراف در سوکمانی صاحب نوشته گورو آرجن، ساحه بی‌کران آفرینش را چنین مجسم می‌کند:
میلیون‌ها منبع حیات وجود دارد؛ میلیون‌ها فلک.
میلیون‌ها ناحیه در بالا؛ میلیون‌ها ناحیه در پایین.
میلیون‌ها نوع موجوداتی هستند که متولد می‌شوند، به شیوه‌های متنوع خود را پخش می‌کنند.
او خودش را بار بار توسعه می‌بخشد، اما همیشه ایکانکار یکتا باقی می‌ماند.
مخلوقات بی‌شماری با گونه‌های متنوع از او بیرون می‌جهند و دوباره جذب می‌شوند.
هیچ‌کس قادر به دانستن محدوده وجود او نیست.

خدا، آن نانک! همه چیز در ذات خودش است.— (SGGS. Angs 275-76)

## کتابشناسی
- Sabadarth Sri Guru Granthsar, 1959
- Jodh Singh, Bhai, Gurmati Nirnaya. Amritsar, 1932
- Pritam Singh, ed. , Sikh Phalsaphe di Rup Rekhla. Amritsar, 1975
- Sher Singh, The Philosophy of Sikhism. Lahore, 1944
- Kapur Singh, Parasaraprasna. Amritsar, 1989